# KRO-NCRV
KRO-NCRV là một đài phát thanh và truyền hình công cộng của Hà Lan được thành lập vào ngày 1 tháng 1 năm 2014, là kết quả từ sự hợp nhất của hai tổ chức phát thanh truyền hình là Đài Phát thanh Công giáo (KRO) và Hiệp hội Phát thanh Cơ đốc giáo Hà Lan (NCRV). Vào năm 2016, đài cũng lấy chương trình Công giáo của RKK và đề xuất về một đài truyền hình chính của "các cộng đồng Công giáo và Tin lành" ở Hà Lan.
Theo thống kê chính thức của Cơ quan truyền thông Hà Lan vào năm 2014, KRO-NCRV trở thành đài truyền hình Hà Lan lớn nhất vào thời điểm đó, mặc dù có sự suy giảm thành viên nhưng không đáng kể, với tổng số 798.930 thành viên.

## Lịch sử
Đạo luật Truyền thông 2008 nhằm hiện đại hóa hệ thống phát thanh và truyền hình công cộng quốc gia, được sửa đổi vào năm 2013, đã kích thích và gây áp lực lên các đài truyền hình Hà Lan đương thời để hình thành quan hệ đối tác. Kết quả là vào năm 2014, các hiệp hội AVROTROS, BNNVARA và KRO-NCRV đã được thành lập. Các mối quan hệ này ban đầu có sự khác biệt rõ rệt: trong khi các đài AVRO và TROS hợp nhất thành một đài phát thanh-truyền hình mới, thì liên minh của BNN và VARA cũng như KRO và NCRV đã quyết định thành lập một "đài truyền hình chung”,  nhưng vẫn giữ được bản sắc của các đài cũ.
Về hình thức, KRO-NCRV là liên minh của hai tổ chức KRO và NCRV, cả hai đều là hiệp hội với các thành viên cá nhân. Các đài truyền hình của hai đài truyền hình cũ đã được hợp nhất theo tổ chức mới.
Kể từ ngày 1 tháng 1 năm 2019, KRO, NCRV và KRO-NCRV đã hợp nhất dưới tên gọi KRO-NCRV. Nền tảng truyền thông của KRO-NCRV được gọi là Pointer.

## Chương trình
KRO-NCRV đã phát sóng các chương trình tư tưởng cụ thể kể từ ngày 1 tháng 1 năm 2016 dưới 2 thương hiệu là KRO (đại diện cho Công giáo), chẳng hạn như Eucharistieviering (Thánh Thể) và Kruispunt, và NCRV (đại diện cho Tin lành), chẳng hạn như De Verwondering, Jacobine op Zondag và Schepper &amp; Co với Jacobine Geel. Cùng với EO, KRO-NCRV đã phát sóng The Passion trực tiếp vào thứ Năm hàng tuần kể từ năm 2010.
Vào ngày 1 tháng 1 năm 2016, các đài truyền hình nhỏ không có thành viên đã bị giải tán. RKK (Omroep Roman Katholiek Denomination) sau đó đã trở thành một phần của KRO-NCRV. KRO-NCRV đã nhận được giấy phép phát sóng để đảm bảo duy trì chương trình của RKK trước đây.
Tổ chức Phát thanh Truyền hình Phật giáo, một đài truyền hình 2.42 cũng đã bị giải tán vào ngày 1 tháng 1 năm 2016. Vào năm 2015, KRO-NCRV đã ký một thỏa thuận với Liên minh Phật giáo Hà Lan (Boeddhistische Unie Nederland, viết tắt là BUN) - với tư cách là đại diện của Phật giáo ở Hà Lan và được chính phủ công nhận - trong đó đồng ý rằng KRO-NCRV sẽ cung cấp chương trình cho Phong trào Phật giáo từ tháng 1 năm 2016. và được tài trợ từ ngân sách đặc biệt dành riêng.